# مارتن بيرلي
مارتن بيرلي (بالإنجليزية: Martin Burleigh)‏ هو لاعب كرة قدم بريطاني، ولد في 2 فبراير 1951 في ويلينجتون ‏ في المملكة المتحدة. لعب مع دارلينجتون إف سى ونادي كارلايل يونايتد ونادي هارتلبول يونايتد ونيوكاسل يونايتد.